# Clémence Jusselin
Pour les articles homonymes, voir Jusselin.
Clémence Jusselin est une couturière-lingère syndicaliste française. Elle est la première femme à être élue au conseil des prud'hommes, en 1908, et contribue à la fondation du restaurant coopératif Les Midinettes, la même année, à Paris.

## Biographie
Clémence Jusselin suit des cours de mode à l'Association philotechnique, où elle obtient un prix avec mention en 1902.
En 1899, elle est membre du conseil de la caisse de solidarité de l'Union des syndiqués de la Seine. La même année, elle s'implique dans des réflexions sur le désarmement avec Marie Bonnevial.
Membre du syndicat CGT des couturières et lingères de la Seine, elle siège en 1900 et 1901 à la commission départementale du travail de la Seine. Dans plusieurs séances consacrées au travail de nuit, elle intervient pour rendre compte du surmenage, des salaires trop bas et des mauvaises conditions d'hygiène dans les industries de la couture ; elle y relaye les revendications des ouvrières, parmi lesquelles la fin des veillées régulières et des salaires à la tâche.
Jusselin multiplie les responsabilités : membre de la Commission administrative de la bourse du travail de Paris en 1907, secrétaire du syndicat CGT des couturières-lingères et déléguée au comité général de l'Union des syndicats en 1908. La même année, alors qu'elle a 30 ans, elle devient conseillère prude-femme ; elle l'est toujours en mars 1913 et en septembre 1918. Elle est également réélue à la Commission administrative de la bourse du travail, en avril 1909. En 1914, elle est élue au Conseil supérieur du Travail avec sept autres conseillers prud’hommes ouvriers. Avec le concours d'autres féministes, telles que Marie Bonnevial, présidente de la Ligue des droits de la femme, Jusselin entreprend en janvier 1910 une « campagne d'éducation féminine » pour favoriser la participation des femmes aux organisations syndicales. Louise Compain, écrivaine et journaliste féministe, la décrit comme une syndicaliste très impliquée. À cette époque, les couturières luttent activement pour l'amélioration de leurs conditions de travail : grèves — dont celles de 1910 et 1917 —, manifestations dans les rues de Paris, réunions à la bourse du travail, etc..
Elle réside au 29 bis rue des Francs-Bourgois en 1910, au 106 rue de Ménilmontant à Paris en 1912 et au 74, route de Brie, à Joinville-le-Pont en 1914.
Clémence Jusselin s'investit dans des actions débordant le cadre du monde du travail. Elle participe en 1903 à la création de la Ligue française des femmes pour la coopération et joue à la même période un rôle essentiel dans la création d'une société de restaurants coopératifs, Les Midinettes. En 1902, elle appelle à envoyer un bouquet de fleurs à Gustave Charpentier, pour le remercier d'avoir créé le conservatoire populaire Mimi Pinson, qui dispense aux femmes une instruction musicale gratuite. Jusselin s'implique aussi dans des actions antimilitaristes. Septembre 1912 la voit ainsi trésorière du comité féministe de protestation contre la loi Millerand-Berry et les bagnes militaires, un comité pour lequel elle récolte des fonds, en faisant appel à la solidarité des milieux syndicalistes.

## Élection à la fonction de conseillère prude-femme

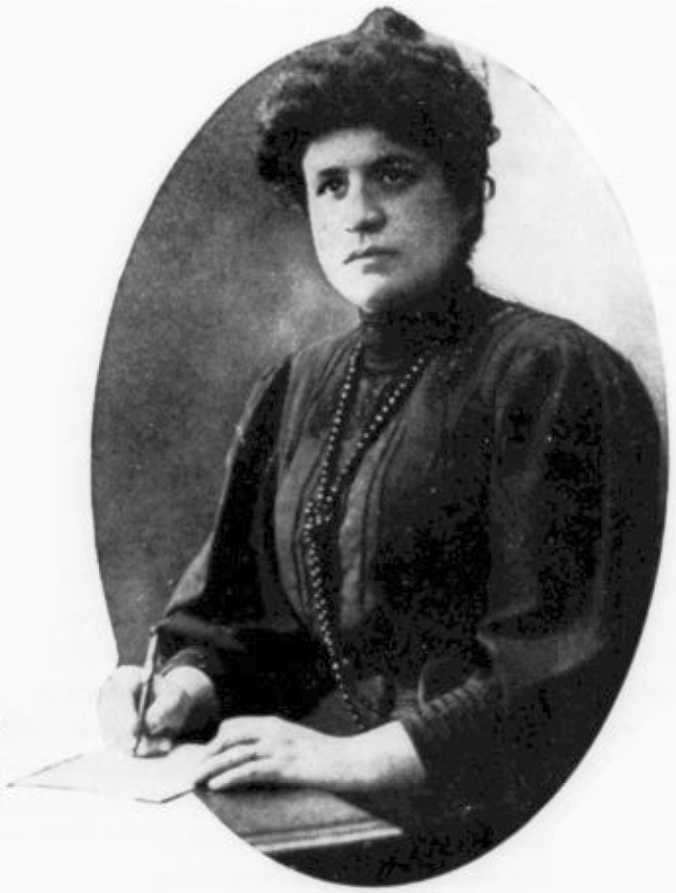
Photographie de Clémence Jusselin par Henri Manuel publiée dans La Vie heureuse du 15 janvier 1909 pour illustrer son élection comme « première Conseiller Prud'homme ».

La loi du 27 mars 1907 confère pour la première fois aux femmes le droit de participer à l'élection des membres des conseils des prud'hommes. Elle est complétée par un second texte législatif, le 15 novembre 1908, permettant aux femmes de briguer elles aussi un mandat. Jamais une femme n'a encore été élue dans une assemblée en France. Quant au droit de vote féminin, il suscite de puissantes et nombreuses réticences ; les femmes ne sont alors autorisées à participer qu'aux élections pour les tribunaux de commerce, et ce depuis 1898. La nécessité de traiter de métiers féminins dans les conseils de prud'hommes permet de créer cette brèche ; en 1907, il y a par exemple 793 affaires aux prud'hommes liées à des intérêts féminins.
La loi autorisant les femmes à intégrer les conseils de prud'hommes n'est promulguée que deux semaines avant les élections du dimanche 29 novembre 1908, laissant peu de temps pour organiser des candidatures féminines. Dans le département de la Seine, qui inclut Paris et sa proche banlieue, cinq femmes seulement se proposent, Fermandel, Blondelu, Jusselin, Schweig et Durand, pour représenter respectivement la laiterie, les fleurs, la couture, les caisses comptables et les nouveautés. Elles ne pensent pas pouvoir être élues, mais se présentent « pour la forme et par acquit de conscience ». Clémence Jusselin est la seule à être élue ; elle obtient une large majorité, avec 128 voix sur 170 suffrages exprimés. Jusselin devient ainsi « prude-femme », comme elle dit,, dans la troisième catégorie des tissus, qui regroupe les couturières, lingères, chemisières, coupeurs-chemisiers et coupeurs-cols-cravate. Plusieurs journaux mettent cet événement à leur une, parfois avec un portrait photographique de Jusselin,, ; la nouvelle conseillère y fait part de sa fierté « d'être la première femme dont le nom soit proclamé par un scrutin que reconnaît la loi ». Sa renommée atteint même Hawaï.

## Cofondation du restaurant coopératif Les Midinettes
Le déjeuner des couturières fait l'objet de nombreux débats au tournant du 20e siècle, pour déplorer ces repas pris dans la rue, sur un banc ou sur des marches d'escalier, exposant les jeunes femmes aux intempéries et aux mauvaises rencontres, sans compter le caractère frugal de telles collations. Le terme de « midinette », par lequel on désignait les ouvrières de la couture parisienne, a d'ailleurs été créé en contractant les mots « midi » et « dinette », pour nommer celles qui « font la dinette à midi », donc qui déjeunent à l'extérieur.
Pour remédier « à la situation misérable des jeunes ouvrières abandonnées au dehors, à l'heure du repas », la société d'Éducation sociale, échafaude un projet de restaurant coopératif, qu'elle dénomme « Les Midinettes ». Il s'agit de proposer des repas bon marché, comme le font déjà des œuvres philanthropiques, mais en optant pour un système coopératif, qui soit aussi un « instrument d'éducation et d'émancipation sociales ». Une souscription est lancée pour réunir le capital nécessaire ; pour faire connaître cette initiative au grand public, une grande fête est donnée à la bourse du travail en décembre 1902, agrémentée du premier concert des chanteuses du conservatoire Mimi Pinson. L'objectif est de constituer un capital de 10 000 francs, divisé en 400 parts de 25 francs qui seront transférées aux ouvrières par l'intermédiaire du paiement des repas, afin qu'elles deviennent les sociétaires du restaurant coopératif à la place des souscripteurs. Clémence Jusselin prend une part active à la mise en œuvre de ce projet. L'acte de création de la Société anonyme de la coopérative, en décembre 1908, la désigne comme cofondatrice et elle est élue présidente du Conseil d'administration. En 1918, elle est la secrétaire de la coopérative, désormais dénommée « Les réchauds-restaurants Les Midinettes », offrant non plus des repas, mais la possibilité de cuisiner ou réchauffer sa gamelle et manger au chaud.